# Laurent Duhamel
Laurent Duhamel (Rouen, 10 ottobre 1968) è un arbitro di calcio francese.

## Carriera
Arbitro dal 1984, viene promosso per la prima volta in Ligue 1 nel luglio del 1996. Tre anni dopo, il 1º gennaio 1999 diventa arbitro internazionale.
La sua carriera comincia subito a decollare e a partire dalla Coppa UEFA 2001-2002 comincia ad essere stabilmente designato nelle competizioni europee per club. Parallelamente, in questi primi anni da internazionale, dirige anche gare di qualificazione per i mondiali del 2002 e gli Europei del 2004.
Ottiene una prima svolta importante nel 2005, quando dapprima dirige un sedicesimo di finale della Coppa UEFA 2004-2005 e successivamente, a dicembre, esordisce nella fase a gironi della Champions League 2005-06. Il match d'esordio è Club Bruges-Bayern Monaco.
Ha quindi diretto partite valide per la qualificazione ai mondiali sudafricani del 2010, tra cui va segnalata la gara d'andata dello spareggio tra Grecia ed Ucraina, il 14 novembre 2009, terminata 0-0.
Il 22 aprile 2010 ha diretto la sua gara più importante (finora) a livello di club: la semifinale di andata di Europa League tra Atlético Madrid e Liverpool, terminata con la vittoria dei padroni di casa per una rete a zero.
Dopo essere stato arbitro Elite (la categoria UEFA più importante) dal 2008 al 2011, dal 1º gennaio 2012 viene declassato nella terza fascia di merito..
Il 31 dicembre 2013 viene rimosso dalle liste internazionali per sopraggiunti limiti di età (45 anni).

### Fonti
- Sito della FIFA, su FIFA.com.
- Sito della UEFA, su UEFA.com.
- Profilo su wordfootball.net, su ita.worldfootball.net.
- Profilo dal sito della lega calcio francese, su lfp.fr (archiviato dall'url originale il 2 maggio 2009).
- Profilo da WorldReferee, su worldreferee.com. URL consultato il 17 agosto 2010 (archiviato dall'url originale l'8 settembre 2010).
- Elenco degli incontri diretti da WorldReferee, su worldreferee.com. URL consultato il 17 agosto 2010 (archiviato dall'url originale il 1º dicembre 2010).